# Marco Meilinger
Marco Meilinger (ur. 3 sierpnia 1991 w Salzburgu) – austriacki piłkarz, występujący na pozycji pomocnika. Od 2018 zawodnik Rheindorf Altach.

## Kariera klubowa

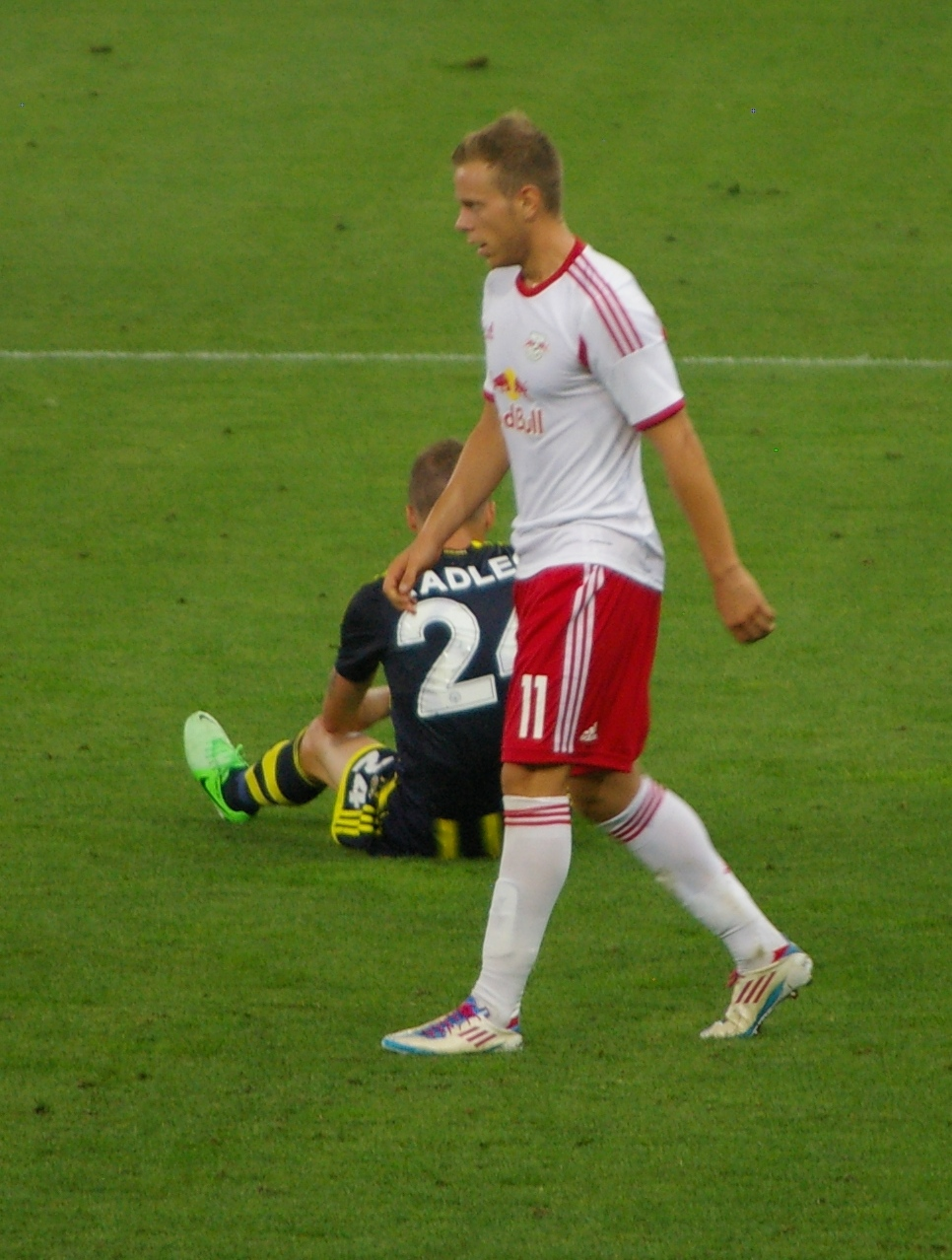
Marco Meilinger w meczu przeciw Fenerbahçe SK

Meilinger treningi rozpoczął jako dziecko w Salzburgu w zespole USK Anif. W 2002 r. przeniósł się do juniorskiej drużyny SV Austria Salzburg. W 2005 r. jego klub został wykupiony przez Red Bulla i zmieniono mu nazwę na FC Red Bull Salzburg. Zawodnikiem tego klubu Meilinger był do 2014 r. z przerwą na wypożyczenie w latach 2011–2013 do SV Ried. W barwach rezerw Salzburga 14 lipca 2009 r. zadebiutował w pierwszej lidze austriackiej w przegranym 2:1 meczu przeciwko FC Wacker Innsbruck, wchodząc w 63 minucie w miejsce Georga Teigla. Pierwszego gola w tej klasie rozgrywek strzelił 6 listopada tegoż roku w 90 minucie meczu z Austrią Lustenau. Do pierwszego składu, grającego w Bundeslidze, został wystawiony 16 października 2010 r. na mecz ze Stadtwerke Kapfenberg, jednak nie zagrał w nim ani minuty. Wcześniej w podobny sposób zadebiutował w Lidze Mistrzów siedząc 13 lipca na ławce rezerwowych Salzburga w jego meczu drużyną Havnar Bóltfelag z Wysp Owczych.
Prawdziwa kariera w austriackiej Bundeslidze zaczęła się Meilingerowi po wypożyczeniu do SV Ried. 17 września 2011 r. w 66 minucie zremisowanego 1:1 meczu przeciw Admirze Wacker Mödling zmienił Emanuela Schreinera, a 22 października tegoż roku w 14 minucie meczu przeciw SV Mattersburg strzelił swego pierwszego gola w najwyższej klasie rozgrywek. Z kolei 20 września zadebiutował w pucharze Austrii w meczu przeciw drużynie Götzendorf, a 10 kwietnia 2012 r. grając z SV Grödig w 11 i 77 minucie strzelił swego pierwszego i drugiego gola w meczach pucharowych. W tym samym klubie 19 lipca 2012 r. rozegrał swój pierwszy mecz w Lidze Europy w zremisowanym 1:1 meczu z białoruskim Szachciorem Soligorsk. Pierwszego gola w rozgrywkach europejskich strzelił po powrocie z wypożyczenia do FC Salzburg 29 sierpnia 2013 r. w 74 minucie meczu z Żalgirisem Wilno.
Od 10 czerwca 2014 r. rozpoczął treningi w składzie Austrii Wiedeń.

## Kariera reprezentacyjna
Meilinger zadebiutował jako reprezentant Austrii w kadrze U-17 28 lutego 2008 r. wchodząc w 49 minucie meczu towarzyskiego przeciw Walii w miejsce Dennisa Klosera. W kadrze U-18 8 kwietnia 2009 r. w meczu towarzyskiego przeciw Belgii zaliczył asystę.
21 lipca 2010 zadebiutował na Mistrzostwach Europy U-19 we Francji w przegranym 5:0 meczu z gospodarzami. W ich wyniku drużyna Austrii zakwalifikowała się do Mistrzostw Świata U-20 w 2011 w Kolumbii, na których Meilinger zadebiutował 30 lipca 2011 r. w meczu przeciw Panamie, wchodząc w 69 minucie w miejsce Daniela Offenbachera.

## Osiągnięcia
- Mistrz Regionalligi West w sezonie 2010/2011
- Mistrz Austrii w sezonie 2013/2014
- Zdobywca Pucharu Austrii w sezonie 2013/2014